# غريغ ميتشيل
غريغ ميتشيل (بالإنجليزية: Greg Mitchell)‏ هو مدون وكاتب وصحفي أمريكي، ولد في 1947 في نيويورك في الولايات المتحدة.